# Епархия Огденсберга

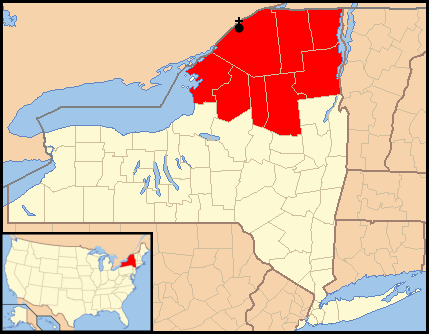
Расположение епархии Огденсберга

Епархия Огденсберга (лат. Dioecesis Ogdensburgensis) — епархия Римско-Католической церкви с центром в городе Огденсберг, штат Нью-Йорк, США. Епархия Огденсберга входит в митрополию Нью-Йорка. Кафедральным собором епархии Огденсберга является Собор Пресвятой Девы Марии.

## История
15 февраля 1872 года Римский папа Пий IX издал бреве Quod catholico nomini, которой учредил епархию Огденсберга, выделив её из епархии Олбани.

## Ординарии епархии
- епископ Эдгар Филипп Приндл Уэдхемс[англ.] (15.02.1872 — 05.12.1891)
- епископ Генри Габриэльс[англ.] (20.12.1891 — 23.04.1921)
- епископ Джозеф Генри Конрой[англ.] (21.11.1921 — 20.03.1939)
- епископ Френсис Джозеф Монаган[англ.] (20.03.1939 — 13.11.1942)
- епископ Брайан Джозеф Макэнтегарт[англ.] (05.06.1943 — 19.08.1953) — назначен ректором Католического университета Америки, позднее епископом Бруклина
- епископ Уолтер Филипп Келленберг[англ.] (19.06.1954 — 16.04.1957) — назначен епископом Роквилл-Сентера
- епископ Джеймс Джонстон Нэваг[англ.] (08.05.1957 — 12.20.1963) — назначен епископом Патерсона
- епископ Лео Ричард Смит[англ.] (13.05. — 09.10.1963)
- епископ Томас Эндрю Доннеллан[англ.] (28.02.1964 — 24.05.1968) — назначен архиепископом Атланты
- епископ Станислав Джозеф Бжана[англ.] (22.10.1968 — 11.11.1993)
- епископ Пол Стивен Лаверд[англ.] (11.11.1993 — 25.01.1999) — назначен епископом Арлингтона
- епископ Джеральд Майкл Барбарито[англ.] (26.10.1999 — 01.07.2003) — назначен епископом Палм-Бич
- епископ Роберт Джозеф Каннингем[англ.] (09.03.2004 — 21.04.2009) — назначен епископом Сиракьюса
- епископ Терри Рональд Лавалли[англ.] (с 23.02.2010)